# Заречное (Варашский район)
Заре́чное или до 1946 года Погост, Погост Заречный (укр. Зарічне, Погост Зарічний) — посёлок в Варашском районе Ровненской области Украины. Административный центр Заречненской поселковой общины.

## Географическое положение
Расположен на левом берегу реки Стыр, в 190 км от областного центра Ровно.

## История
Название посёлка восходит от старославянского апеллятива «погост», то есть — «поселение». Территория данной местности была заселена ещё с давних времён. Здесь был обнаружен могильник Зарубинецкой культуры. На правом берегу Стыра напротив посёлка сохранились остатки древнерусских поселений.
Первое упоминание датируется 27 сентября 1480 г. в грамоте польского короля Казимира IV о дозволении минскому купцу Терешкевичу вести в местечке Погост «торговлю водою и сушею» без уплаты пошлины. Эта грамота хранится в Российском государственном архиве древних актов (Москва). Сначала местечко Погост входило в состав Литовского княжества, а после 1413 года — в Великое Княжество Литовское. С 1569 года после создания Речи Посполитой украинские земли были переданы Литвой в управление Польше.
Выгодное месторасположение Погоста, природные условия способствовали развитию сельского хозяйства, ремёсел и торговли. В 1561—1566 гг. тут насчитывалось 6 дворов (20 домов).
С 1545 года местечко принадлежало польской королеве Боне, а до этого было в угодьях польской шляхты — у Полюховичей. Во второй половине 16 века принадлежал Збаражским.

### 1795—1917
После третьего раздела Речи Посполитой в 1795 году селение вошло в состав Российской империи.
Погост Зажэчны стал государственным владением. В 1802 г. царь подарил село фельдмаршалу Н. Репнину-Волконскому, который вскоре продал его вместе с поместьем Губином помещику Церпитскому.
По первой всероссийской переписи 1897 года в погосте Зажэчном насчитывалось 108 дворов, 647 жителей, 1 православная церковь и синагога, несколько мельниц и винокуренный завод.
В состав нынешнего Заречного также входит с. Калець. В 19 веке в с. Калець проживало 6 семей. До отмены крепостного права, входящие ныне в состав Заречного, не раз принадлежали разным помещикам и польско-украинской шляхте. В 1806 в имении Муравин, расположенном в то время на территории Заречного, было приписано 124 души (44 тяглых дворов). Кроме того, в состав нынешнего Заречного входит с. Старые Кони.

### 1918—1991
В начале 20 века в поселении жило 350 жителей. Действовали еврейский молитвенный дом и православная церковь.
В январе 1918 года здесь была установлена Советская власть, однако уже в феврале 1918 года поселение оккупировали австро-немецкие войска, которые оставались здесь до ноября 1918 года. В дальнейшем селение оказалось в зоне боевых действий гражданской войны. В ходе советско-польской войны Погост заняли польские войска и в соответствии с Рижским мирным договором в 1921—1939 гг. он находился в составе Пинского повята Полесского воеводства Польши, в сентябре 1939 года вошёл в состав СССР.
5 марта 1940 года здесь началось издание районной газеты.
В ходе Великой Отечественной войны с 1941 до 1944 года селение находилось под немецкой оккупацией.
В 1946 г. Указом Президиума ВС УССР село Погост-Заречный переименовано в Заречное.
7 мая 1959 года Заречное получило статус посёлка городского типа.
В 1972 году здесь действовали речная пристань и маслодельный завод, велись лесозаготовки.
В ходе административно-территориальной реформы в Украине, в 2020 году Заречненский район был упразднён, а посёлок стал административным центром Заречненской поселковой общины Варашского района.

## Население
В январе 1989 года численность населения составляла 6443 человека.
По состоянию на 1 января 2025 года численность населения составляла 6567 человек.

### Языковой состав
Родной язык населения по данным переписи 2001 года:
| Язык       | Численность, чел. | Доля     |
| ---------- | ----------------- | -------- |
| Украинский | 6 775             | 98,85 %  |
| Другие     | 79                | 1,15 %   |
| Итого      | 6 854             | 100,00 % |

## Транспорт
Находится в 65 км от железнодорожной станции Дубровица на линии Сарны — Лунинец.
В посёлке находится конечная станция узкоколейной железной дороги Антоновка — Заречное (на декабрь 2021 года не функционирует).